# Toroderoides quadrimaculata
Toroderoides quadrimaculata es una especie de insecto coleóptero de la familia Chrysomelidae.
Fue descrita científicamente en 1998 por Doeberl.